# VVV in het seizoen 2001/02
Dit artikel geeft een overzicht van VVV in het seizoen 2001/2002.

## Transfers

### Aangetrokken spelers
| Naam           | Nationaliteit | Vorige club             |
| -------------- | ------------- | ----------------------- |
| Zomer          |               |                         |
| Ahmed Ammi     | Marokko       | Eigen jeugd             |
| Tom van Bergen | Nederland     | Eigen jeugd             |
| Remco Evers    | Nederland     | Helmond Sport           |
| Erwin Heijink  | Nederland     | Eigen jeugd             |
| Nick Hoekstra  | Nederland     | FC Twente (was gehuurd) |
| Ruud Kool      | Nederland     | Fortuna Sittard         |
| Niels Nielen   | Nederland     | Eigen jeugd             |
| John Roox      | Nederland     | Helmond Sport           |
| Tom Timmermans | Nederland     | Eigen jeugd             |

### Vertrokken spelers
| Naam            | Nationaliteit | Nieuwe club                                  |
| --------------- | ------------- | -------------------------------------------- |
| Zomer           |               |                                              |
| Rein Baart      | Nederland     | Fortuna Sittard                              |
| Michael Evans   | Nederland     | York City                                    |
| Stephan 't Hart | Nederland     | ADO Den Haag (was gehuurd van Roda JC)       |
| Bas Jacobs      | Nederland     | Patro Maasmechelen (was gehuurd van Roda JC) |
| Wim Jacobs      | Nederland     | Gestopt (keeperstrainer bij VVV)             |
| Oualid Khemili  | Tunesië       | Elinkwijk                                    |
| Niki Leferink   | Nederland     | Go Ahead Eagles                              |
| Jan Martens     | Nederland     | VV Gemert                                    |
| Theo Migchelsen | Nederland     | Achilles 1894                                |
| Chima Onyeike   | Nederland     | Excelsior (was gehuurd)                      |
| Jan van Raalte  | Nederland     | Harkemase Boys                               |
| Winter          |               |                                              |
| Nick Hoekstra   | Nederland     | FC Zwolle                                    |

## Oefenwedstrijden
| №  | Datum           | Thuis                   | Uit              | Uitslag |
| -- | --------------- | ----------------------- | ---------------- | ------- |
| 1  | 14 juli 2001    | SV Roggel               | VVV              | 0 – 6   |
| 2  | 17 juli 2001    | RKC Waalwijk            | VVV              | 2 – 0   |
| 3  | 20 juli 2001    | SV Straelen             | VVV              | 4 – 2   |
| 4  | 24 juli 2001    | VVV                     | Hapoel Kfar Saba | 2 – 2   |
| 5  | 26 juli 2001    | VVV                     | NAC              | 0 – 0   |
| 6  | 31 juli 2001    | SV Meerssen             | VVV              | 2 – 1   |
| 7  | 4 augustus 2001 | KFC Turnhout            | VVV              | 2 – 2   |
| 8  | 9 januari 2002  | FC Schalke 04           | VVV              | 5 – 0   |
| 9  | 16 januari 2002 | FC Twente               | VVV              | 5 – 0   |
| 10 | 20 januari 2002 | Roda JC                 | VVV              | 1 – 1   |
| 11 | 7 mei 2002      | TOP '27                 | VVV              | 0 – 8   |
| 12 | 10 mei 2002     | SV Blerick              | VVV              | 0 – 3   |
| 13 | 24 mei 2002     | Groot Helden Combinatie | VVV              | 0 – 2   |

## Eerste divisie
| №  | Datum             | Thuis               | Uit                 | Uitslag |
| -- | ----------------- | ------------------- | ------------------- | ------- |
| 1  | 17 augustus 2001  | VVV                 | BV Veendam          | 2 – 4   |
| 2  | 24 augustus 2001  | RBC Roosendaal      | VVV                 | 2 – 0   |
| 3  | 31 augustus 2001  | VVV                 | TOP Oss             | 3 – 0   |
| 4  | 8 september 2001  | Emmen               | VVV                 | 3 – 1   |
| 5  | 14 september 2001 | VVV                 | FC Zwolle           | 2 – 0   |
| 6  | 21 september 2001 | Excelsior           | VVV                 | 1 – 0   |
| 7  | 28 september 2001 | VVV                 | Eindhoven           | 7 – 2   |
| 8  | 5 oktober 2001    | Stormvogels/Telstar | VVV                 | 4 – 2   |
| 9  | 12 oktober 2001   | VVV                 | MVV                 | 2 – 1   |
| 10 | 20 oktober 2001   | Heracles Almelo     | VVV                 | 4 – 1   |
| 11 | 29 oktober 2001   | VVV                 | FC Volendam         | 2 – 3   |
| 12 | 3 november 2001   | Helmond Sport       | VVV                 | 2 – 0   |
| 13 | 10 november 2001  | Go Ahead Eagles     | VVV                 | 2 – 0   |
| 14 | 16 november 2001  | VVV                 | Dordrecht '90       | 3 – 1   |
| 15 | 23 november 2001  | Cambuur Leeuwarden  | VVV                 | 3 – 1   |
| 16 | 30 november 2001  | VVV                 | Haarlem             | 1 – 2   |
| 17 | 7 december 2001   | ADO Den Haag        | VVV                 | 3 – 3   |
| 18 | 15 december 2001  | BV Veendam          | VVV                 | 1 – 3   |
| 19 | 21 december 2001  | VVV                 | RBC Roosendaal      | 2 – 0   |
| 20 | 25 januari 2002   | TOP Oss             | VVV                 | 2 – 2   |
| 21 | 1 februari 2002   | VVV                 | Emmen               | 0 – 2   |
| 22 | 8 februari 2002   | FC Zwolle           | VVV                 | 0 – 2   |
| 23 | 15 februari 2002  | VVV                 | Excelsior           | 1 – 6   |
| 24 | 22 februari 2002  | Eindhoven           | VVV                 | 6 – 0   |
| 25 | 1 maart 2002      | VVV                 | Stormvogels/Telstar | 0 – 1   |
| 26 | 8 maart 2002      | MVV                 | VVV                 | 0 – 1   |
| 27 | 15 maart 2002     | VVV                 | Heracles Almelo     | 1 – 2   |
| 28 | 24 maart 2002     | FC Volendam         | VVV                 | 2 – 1   |
| 29 | 29 maart 2002     | VVV                 | Helmond Sport       | 0 – 0   |
| 30 | 5 april 2002      | VVV                 | Go Ahead Eagles     | 1 – 1   |
| 31 | 12 april 2002     | Dordrecht '90       | VVV                 | 2 – 1   |
| 32 | 19 april 2002     | VVV                 | Cambuur Leeuwarden  | 2 – 1   |
| 33 | 26 april 2002     | Haarlem             | VVV                 | 0 – 0   |
| 34 | 3 mei 2002        | VVV                 | ADO Den Haag        | 4 – 1   |

## KNVB Beker
Groepsfase, groep 13:
| Zaterdag 11 augustus 2001, 20:00                              | TOP Oss                  | 2-1 (0-0) | VVV       | Opstelling TOP Oss | Opstelling VVV |  |
| Stadion: TOP-Stadion, Oss Toeschouwers: 650 Arbiter: De Graaf | Heesakkers 70' Guijt 77' |           | 87' Graef | Van der Cammen, Plet 80' ( D. Eveleens), Brunswijk, Heesen , M. Eveleens , Cruijff, Dreef, Molendijk , Heesakkers, De Wijs 80' ( Tuasamu), Guijt | Roox, Ammi, Linssen, Verdellen, Hoekstra 75', Zegers, Snip, Kool , Hofstede, Evers 80' ( Van Moorsel), Seijkens 61' ( Graef) |  |
| Stadion: TOP-Stadion, Oss Toeschouwers: 650 Arbiter: De Graaf |                          |           |           | Van der Cammen, Plet 80' ( D. Eveleens), Brunswijk, Heesen , M. Eveleens , Cruijff, Dreef, Molendijk , Heesakkers, De Wijs 80' ( Tuasamu), Guijt | Roox, Ammi, Linssen, Verdellen, Hoekstra 75', Zegers, Snip, Kool , Hofstede, Evers 80' ( Van Moorsel), Seijkens 61' ( Graef) |  |
| Stadion: TOP-Stadion, Oss Toeschouwers: 650 Arbiter: De Graaf |                          |           |           | Van der Cammen, Plet 80' ( D. Eveleens), Brunswijk, Heesen , M. Eveleens , Cruijff, Dreef, Molendijk , Heesakkers, De Wijs 80' ( Tuasamu), Guijt | Roox, Ammi, Linssen, Verdellen, Hoekstra 75', Zegers, Snip, Kool , Hofstede, Evers 80' ( Van Moorsel), Seijkens 61' ( Graef) |  |
|                                                               |                          |           |           | | |  |

Groepsfase, groep 13:
| Dinsdag 14 augustus 2001, 20:00                                    | VVV                              | 3-2 (2-0) | Bennekom                      | Opstelling VVV | Opstelling Bennekom |  |
| Stadion: Stadion De Koel, Venlo Toeschouwers: 443 Arbiter: Luijten | Graef 11' Hofstede 16' Graef 59' |           | 52' Den Bieman 78' Den Bieman | Roox, Heijink, Linssen 72' ( Joosten), Verdellen, Verhappen , Zegers, Snip, Kool , Hofstede, Graef 62' ( Seijkens), Evers 79' ( Timmermans) | De Vocht, Joosten 70' ( Brussen), Den Bieman , Van de Pol, Van Londen, Peters van Ton , Heimgartner , Achterberg, Hendriks, Van Brakel 45' ( Van der Sommen), Van Zwam 37' ( Kraak) |  |
| Stadion: Stadion De Koel, Venlo Toeschouwers: 443 Arbiter: Luijten |                                  |           |                               | Roox, Heijink, Linssen 72' ( Joosten), Verdellen, Verhappen , Zegers, Snip, Kool , Hofstede, Graef 62' ( Seijkens), Evers 79' ( Timmermans) | De Vocht, Joosten 70' ( Brussen), Den Bieman , Van de Pol, Van Londen, Peters van Ton , Heimgartner , Achterberg, Hendriks, Van Brakel 45' ( Van der Sommen), Van Zwam 37' ( Kraak) |  |
| Stadion: Stadion De Koel, Venlo Toeschouwers: 443 Arbiter: Luijten |                                  |           |                               | Roox, Heijink, Linssen 72' ( Joosten), Verdellen, Verhappen , Zegers, Snip, Kool , Hofstede, Graef 62' ( Seijkens), Evers 79' ( Timmermans) | De Vocht, Joosten 70' ( Brussen), Den Bieman , Van de Pol, Van Londen, Peters van Ton , Heimgartner , Achterberg, Hendriks, Van Brakel 45' ( Van der Sommen), Van Zwam 37' ( Kraak) |  |
|                                                                    |                                  |           |                               | | |  |

Groepsfase, groep 13:
| Dinsdag 21 augustus 2001, 20:00                                                                                | SV TOP         | 1-1 (0-0) | VVV      | Opstelling SV TOP | Opstelling VVV |  |
| Stadion: TOP-Stadion, Oss Toeschouwers: 650 Arbiter: Schiphorst                                                | Van Brakel 76' |           | 54' Kool | Dominikus, Duijs, Doğar, P. van Orsouw 84' ( Van Vught), Schouten, M. van Orsouw, Van Brakel , Beks, Van den Brand 73' ( Hesemans), De Groot, Laaroussi | Roox, Verhappen 62' ( Heijink), Grootaert 41', Verdellen, Hoekstra, Zegers 19' ( Linssen), Snip 46' ( Seijkens), Kool , Hofstede, Graef, Evers |  |
| Stadion: TOP-Stadion, Oss Toeschouwers: 650 Arbiter: Schiphorst                                                |                |           |          | Dominikus, Duijs, Doğar, P. van Orsouw 84' ( Van Vught), Schouten, M. van Orsouw, Van Brakel , Beks, Van den Brand 73' ( Hesemans), De Groot, Laaroussi | Roox, Verhappen 62' ( Heijink), Grootaert 41', Verdellen, Hoekstra, Zegers 19' ( Linssen), Snip 46' ( Seijkens), Kool , Hofstede, Graef, Evers |  |
| Stadion: TOP-Stadion, Oss Toeschouwers: 650 Arbiter: Schiphorst                                                |                |           |          | Dominikus, Duijs, Doğar, P. van Orsouw 84' ( Van Vught), Schouten, M. van Orsouw, Van Brakel , Beks, Van den Brand 73' ( Hesemans), De Groot, Laaroussi | Roox, Verhappen 62' ( Heijink), Grootaert 41', Verdellen, Hoekstra, Zegers 19' ( Linssen), Snip 46' ( Seijkens), Kool , Hofstede, Graef, Evers |  |
| Bijz.: Bennekom plaatst zich als winnaar van Groep 13 samen met VVV (nummer twee) voor de volgende bekerronde. |                |           |          | | |  |

Tweede ronde:
| Dinsdag 18 september 2001, 20:00                                     | VVV                | 2-0 (1-0) | ADO Den Haag | Opstelling VVV | Opstelling ADO Den Haag |  |
| Stadion: Stadion De Koel, Venlo Toeschouwers: 712 Arbiter: Haverkort | Evers 18' Snip 90' |           |              | Roox, Verhappen, Verdellen, Joosten, Ammi, Linssen , Seijkens , Kool , Hofstede, Graef 71' ( Snip), Evers 79' ( Zegers) | Jansen, Saeijs, Atteveld , Verberne , Van Heiningen 46' ( Van der Heijden ), Den Turk , Van Eijkeren 73' ( Human), Meijer, Hofstede, Bodde 46' ( Castelen), Petrov |  |
| Stadion: Stadion De Koel, Venlo Toeschouwers: 712 Arbiter: Haverkort |                    |           |              | Roox, Verhappen, Verdellen, Joosten, Ammi, Linssen , Seijkens , Kool , Hofstede, Graef 71' ( Snip), Evers 79' ( Zegers) | Jansen, Saeijs, Atteveld , Verberne , Van Heiningen 46' ( Van der Heijden ), Den Turk , Van Eijkeren 73' ( Human), Meijer, Hofstede, Bodde 46' ( Castelen), Petrov |  |
| Stadion: Stadion De Koel, Venlo Toeschouwers: 712 Arbiter: Haverkort |                    |           |              | Roox, Verhappen, Verdellen, Joosten, Ammi, Linssen , Seijkens , Kool , Hofstede, Graef 71' ( Snip), Evers 79' ( Zegers) | Jansen, Saeijs, Atteveld , Verberne , Van Heiningen 46' ( Van der Heijden ), Den Turk , Van Eijkeren 73' ( Human), Meijer, Hofstede, Bodde 46' ( Castelen), Petrov |  |
| Bijz.: VVV plaatst zich voor de volgende bekerronde.                 |                    |           |              | | |  |

Derde ronde:
| Donderdag 25 oktober 2001, 19:30                                                               | FC Den Bosch                                                | 4-3 (1-0) | VVV                          | Opstelling FC Den Bosch | Opstelling VVV |  |
| Stadion: Stadion De Vliert, 's-Hertogenbosch Toeschouwers: 1.003 Arbiter: Van Beek 46' ( Blom) | Michels 41' Van der Hoorn 58' Van de Laak 58' Maximiano 83' |           | 67' Evers 77' Snip 87' Graef | De Jong, Faerber, Van der Hoorn 74' ( Meye), Veenhof, Peelen, Deckers 85' ( Te Riele), Michels, Van de Laak, Mourad, Van den Eede, Maximiano | Roox 46' ( Van Elst), Verhappen, Verdellen 70' ( Snip), Joosten , Hoekstra, Linssen, Seijkens , Kool , Hofstede 60' ( Zegers), Graef, Evers , 85' |  |
| Stadion: Stadion De Vliert, 's-Hertogenbosch Toeschouwers: 1.003 Arbiter: Van Beek 46' ( Blom) |                                                             |           |                              | De Jong, Faerber, Van der Hoorn 74' ( Meye), Veenhof, Peelen, Deckers 85' ( Te Riele), Michels, Van de Laak, Mourad, Van den Eede, Maximiano | Roox 46' ( Van Elst), Verhappen, Verdellen 70' ( Snip), Joosten , Hoekstra, Linssen, Seijkens , Kool , Hofstede 60' ( Zegers), Graef, Evers , 85' |  |
| Stadion: Stadion De Vliert, 's-Hertogenbosch Toeschouwers: 1.003 Arbiter: Van Beek 46' ( Blom) |                                                             |           |                              | De Jong, Faerber, Van der Hoorn 74' ( Meye), Veenhof, Peelen, Deckers 85' ( Te Riele), Michels, Van de Laak, Mourad, Van den Eede, Maximiano | Roox 46' ( Van Elst), Verhappen, Verdellen 70' ( Snip), Joosten , Hoekstra, Linssen, Seijkens , Kool , Hofstede 60' ( Zegers), Graef, Evers , 85' |  |
| Bijz.: Rode kaart voor VVV-trainer Dusseldorp na afloop van de wedstrijd. VVV uitgeschakeld.   |                                                             |           |                              | | |  |

## Statistieken
| №           | Naam               | Geboren    | Competitie | Competitie | Beker | Beker |      |      |
| №           | Naam               | Geboren    | Duels      | Goals      | Duels | Goals |      |      |
| Doel        | Doel               | Doel       | Doel       | Doel       | Doel  | Doel  | Doel | Doel |
| ----------- | ------------------ | ---------- | ---------- | ---------- | ----- | ----- | ---- | ---- |
|             | Maarten van Elst   | 15-10-1980 | 8          | 0          | 1     | 0     |      |      |
|             | Niels Nielen       | 25-08-1982 | 0          | 0          | 0     | 0     |      |      |
|             | John Roox          | 28-02-1961 | 28         | 0          | 5     | 0     |      |      |
| Verdediging |                    |            |            |            |       |       |      |      |
|             | Ahmed Ammi         | 19-01-1981 | 20         | 0          | 2     | 0     |      |      |
|             | Roy Grootaert      | 17-11-1978 | 18         | 0          | 1     | 0     |      |      |
|             | Erwin Heijink      | 19-10-1981 | 1          | 0          | 2     | 0     |      |      |
|             | Nick Hoekstra      | 12-08-1981 | 7          | 0          | 3     | 0     |      |      |
|             | Dave Joosten       | 18-10-1980 | 20         | 0          | 3     | 0     |      |      |
|             | Krist Porte        | 07-09-1968 | 13         | 0          | 0     | 0     |      |      |
|             | Sjors Verdellen    | 29-11-1981 | 32         | 3          | 5     | 0     |      |      |
|             | Ruud Verhappen     | 18-10-1982 | 30         | 0          | 4     | 0     |      |      |
| Middenveld  |                    |            |            |            |       |       |      |      |
|             | Tom van Bergen     | 09-09-1981 | 8          | 0          | 0     | 0     |      |      |
|             | Paul Jans          | 05-08-1981 | 23         | 2          | 0     | 0     |      |      |
|             | Ruud Kool          | 01-11-1966 | 30         | 4          | 5     | 1     |      |      |
|             | Edwin Linssen      | 28-08-1980 | 30         | 0          | 5     | 0     |      |      |
|             | Boy Seijkens       | 09-11-1981 | 26         | 1          | 5     | 0     |      |      |
|             | Tom Timmermans     | 07-08-1983 | 15         | 1          | 1     | 0     |      |      |
|             | Rob Zegers         | 27-09-1979 | 26         | 2          | 5     | 0     |      |      |
| Aanval      |                    |            |            |            |       |       |      |      |
|             | Dries Driessen     | 28-08-1981 | 4          | 0          | 0     | 0     |      |      |
|             | Remco Evers        | 15-12-1974 | 29         | 8          | 5     | 2     |      |      |
|             | Maurice Graef      | 22-08-1969 | 25         | 7          | 5     | 4     |      |      |
|             | Bernard Hofstede   | 22-09-1980 | 34         | 20         | 5     | 1     |      |      |
|             | Jeroen van Moorsel | 16-12-1979 | 9          | 0          | 1     | 0     |      |      |
|             | Oswald Snip        | 09-08-1971 | 31         | 2          | 5     | 2     |      |      |

ADO Den Haag · 
Cambuur Leeuwarden · 
Dordrecht '90 · 
Eindhoven · 
Emmen · 
Excelsior · 
Go Ahead Eagles · 
Haarlem ·
Helmond Sport · 
Heracles Almelo · 
MVV · 
RBC Roosendaal · 
Stormvogels Telstar · 
TOP Oss · 
BV Veendam · 
FC Volendam · 
VVV · 
FC Zwolle